# Verneuil d'Avre et d'Iton
Verneuil d'Avre et d'Iton é uma comuna francesa na região administrativa da Normandia, no departamento de Eure. Estende-se por uma área de 56.00 km². Em 2010 a comuna tinha 8 239 habitantes (densidade: 147,1 hab./km²).
Foi criada em 1 de janeiro de 2017, após a fusão das antigas comunas de Verneuil-sur-Avre (sede) e Francheville.